# European League femminile 2017
L'European League femminile 2017 si è svolta dal 9 giugno al 9 luglio 2017: al torneo hanno partecipato dodici squadre nazionali europee e la vittoria finale è andata per la prima volta all'Ucraina.

## Regolamento

### Formula
Le squadre hanno disputato una prima fase a gironi con formula del girone all'italiana, con gare di andata e ritorno; al termine della prima fase, la prima classificata di ogni girone e la migliore seconda classificata hanno acceduto alla fase finale, strutturata in semifinali e finale, entrambe disputate con gare di andata e ritorno (nella fase finale, coi punteggi di 3-0 e 3-1 sono stati assegnati 3 punti alla squadra vincente e 0 a quella perdente, col punteggio di 3-2 sono stati assegnati 2 punti alla squadra vincente e 1 a quella perdente; in caso di parità di punti dopo le due partite è stato disputato un golden set).

### Criteri di classifica
Se il risultato finale è stato di 3-0 o 3-1 sono stati assegnati 3 punti alla squadra vincente e 0 a quella sconfitta, se il risultato finale è stato di 3-2 sono stati assegnati 2 punti alla squadra vincente e 1 a quella sconfitta.
L'ordine del posizionamento in classifica è stato definito in base a:
- Numero di partite vinte;
- Punti;
- Ratio dei set vinti/persi;
- Ratio dei punti realizzati/subiti;
- Risultati degli scontri diretti.

## Squadre partecipanti
| Squadra     | Qualificazione | Ultima partecipazione |
| ----------- | -------------- | --------------------- |
| Albania     | Wild card      | European League 2016  |
| Austria     | Wild card      | Debutto               |
| Bielorussia | Wild card      | European League 2016  |
| Finlandia   | Wild card      | Debutto               |
| Francia     | Wild card      | European League 2016  |
| Georgia     | Wild card      | European League 2015  |
| Montenegro  | Wild card      | European League 2016  |
| Portogallo  | Wild card      | Debutto               |
| Slovacchia  | Wild card      | European League 2016  |
| Spagna      | Wild card      | European League 2016  |
| Svezia      | Wild card      | Debutto               |
| Ucraina     | Wild card      | Debutto               |

## Torneo

### Fase a gironi
| Girone A    | Girone B   | Girone C   |
| ----------- | ---------- | ---------- |
| Albania     | Francia    | Portogallo |
| Austria     | Georgia    | Slovacchia |
| Bielorussia | Montenegro | Spagna     |
| Finlandia   | Ucraina    | Svezia     |

#### Girone A

##### Risultati
| 9 giugno 2017 Parku Olimpik i Tiranës, Tirana Durata: 1h:18 - Spettatori: 100  | Austria     | 0 - 3 | Bielorussia | 12-25, 13-25, 22-25        |
| 9 giugno 2017 Parku Olimpik i Tiranës, Tirana Durata: 1h:21 - Spettatori: 550  | Albania     | 0 - 3 | Finlandia   | 15-25, 20-25, 22-25        |
| 10 giugno 2017 Parku Olimpik i Tiranës, Tirana Durata: 1h:21 - Spettatori: 100 | Bielorussia | 0 - 3 | Finlandia   | 20-25, 15-25, 15-25        |
| 10 giugno 2017 Parku Olimpik i Tiranës, Tirana Durata: 1h:50 - Spettatori: 500 | Austria     | 1 - 3 | Albania     | 18-25, 25-20, 19-25, 22-25 |
| 11 giugno 2017 Parku Olimpik i Tiranës, Tirana Durata: 1h:24 - Spettatori: 150 | Finlandia   | 3 - 0 | Austria     | 25-17, 25-19, 25-20        |
| 11 giugno 2017 Parku Olimpik i Tiranës, Tirana Durata: 2h:02 - Spettatori: 520 | Bielorussia | 1 - 3 | Albania     | 25-22, 22-25, 24-26, 23-25 |
| 16 giugno 2017 Chizhovka-Arena, Minsk Durata: 1h:20 - Spettatori: 150          | Albania     | 0 - 3 | Finlandia   | 19-25, 23-25, 20-25        |
| 16 giugno 2017 Chizhovka-Arena, Minsk Durata: 1h:06 - Spettatori: 400          | Bielorussia | 3 - 0 | Austria     | 25-8, 25-7, 25-20          |
| 17 giugno 2017 Chizhovka-Arena, Minsk Durata: 1h:22 - Spettatori: 150          | Finlandia   | 3 - 0 | Austria     | 25-23, 25-22, 25-19        |
| 17 giugno 2017 Chizhovka-Arena, Minsk Durata: 1h:13 - Spettatori: 400          | Albania     | 0 - 3 | Bielorussia | 22-25, 12-25, 23-25        |
| 18 giugno 2017 Chizhovka-Arena, Minsk Durata: 1h:24 - Spettatori: 150          | Austria     | 3 - 1 | Albania     | 25-16, 25-16, 18-25, 25-23 |
| 18 giugno 2017 Chizhovka-Arena, Minsk Durata: 2h:02 - Spettatori: 520          | Finlandia   | 3 - 0 | Bielorussia | 25-21, 25-23, 27-25        |

##### Classifica
| Pos | Squadra     | Pt | G | V | P | SV | SP | Ratio | PF  | PS  | Ratio |
| --- | ----------- | -- | - | - | - | -- | -- | ----- | --- | --- | ----- |
| 1   | Finlandia   | 18 | 6 | 6 | 0 | 18 | 0  | MAX   | 452 | 358 | 1.262 |
| 2   | Bielorussia | 9  | 6 | 3 | 3 | 10 | 9  | 1.111 | 438 | 389 | 1.126 |
| 3   | Albania     | 6  | 6 | 2 | 4 | 7  | 14 | 0.500 | 449 | 496 | 0.905 |
| 4   | Austria     | 3  | 6 | 1 | 5 | 4  | 16 | 0.250 | 379 | 475 | 0.797 |

#### Girone B

##### Risultati
| 16 giugno 2017 Tbilisi Sports Palace, Tbilisi Durata: 1h:18 - Spettatori: 120  | Montenegro | 0 - 3 | Ucraina    | 17-25, 20-25, 14-25        |
| 16 giugno 2017 Tbilisi Sports Palace, Tbilisi Durata: 1h:12 - Spettatori: 350  | Georgia    | 0 - 3 | Francia    | 20-25, 11-25, 21-25        |
| 17 giugno 2017 Tbilisi Sports Palace, Tbilisi Durata: 1h:19 - Spettatori: 100  | Ucraina    | 3 - 0 | Francia    | 25-23, 25-14, 25-17        |
| 17 giugno 2017 Tbilisi Sports Palace, Tbilisi Durata: 1h:51 - Spettatori: 300  | Montenegro | 3 - 1 | Georgia    | 18-25, 25-21, 25-16, 25-18 |
| 18 giugno 2017 Tbilisi Sports Palace, Tbilisi Durata: 1h:54 - Spettatori: 100  | Francia    | 3 - 1 | Montenegro | 28-26, 25-17, 24-26, 25-18 |
| 18 giugno 2017 Tbilisi Sports Palace, Tbilisi Durata: 1h:07 - Spettatori: 250  | Ucraina    | 3 - 0 | Georgia    | 25-12, 25-21, 25-20        |
| 23 giugno 2017 Salle de la Trocardière, Rezé Durata: 1h:04 - Spettatori: 115   | Montenegro | 0 - 3 | Ucraina    | 11-25, 12-25, 15-25        |
| 23 giugno 2017 Salle de la Trocardière, Rezé Durata: 1h:21 - Spettatori: 1 050 | Francia    | 3 - 0 | Georgia    | 25-21, 25-20, 25-17        |
| 24 giugno 2017 Salle de la Trocardière, Rezé Durata: 1h:08 - Spettatori: 350   | Ucraina    | 3 - 0 | Georgia    | 25-16, 25-15, 25-14        |
| 24 giugno 2017 Salle de la Trocardière, Rezé Durata: 2h:12 - Spettatori: 1 050 | Montenegro | 1 - 3 | Francia    | 21-25, 27-25, 23-25, 24-26 |
| 25 giugno 2017 Salle de la Trocardière, Rezé Durata: 1h:18 - Spettatori: 260   | Georgia    | 0 - 3 | Montenegro | 18-25, 20-25, 17-25        |
| 25 giugno 2017 Salle de la Trocardière, Rezé Durata: 1h:39 - Spettatori: 910   | Ucraina    | 3 - 1 | Francia    | 25-13, 18-25, 25-14, 25-14 |

##### Classifica
| Pos | Squadra    | Pt | G | V | P | SV | SP | Ratio  | PF  | PS  | Ratio |
| --- | ---------- | -- | - | - | - | -- | -- | ------ | --- | --- | ----- |
| 1   | Ucraina    | 18 | 6 | 6 | 0 | 18 | 1  | 18.000 | 468 | 307 | 1.524 |
| 2   | Francia    | 12 | 6 | 4 | 2 | 13 | 8  | 1.625  | 473 | 460 | 1.028 |
| 3   | Montenegro | 6  | 6 | 2 | 4 | 8  | 13 | 0.615  | 439 | 488 | 0.899 |
| 4   | Georgia    | 0  | 6 | 0 | 6 | 1  | 18 | 0.055  | 343 | 468 | 0.732 |

#### Girone C

##### Risultati
| 9 giugno 2017 Polideportivo Huerta del Rey, Valladolid Durata: 1h:16 - Spettatori: 50   | Portogallo | 0 - 3 | Slovacchia | 18-25, 20-25, 20-25               |
| 9 giugno 2017 Polideportivo Huerta del Rey, Valladolid Durata: 1h:14 - Spettatori: 550  | Spagna     | 3 - 1 | Svezia     | 25-17, 25-13, 22-25, 25-19        |
| 10 giugno 2017 Polideportivo Huerta del Rey, Valladolid Durata: 1h:06 - Spettatori: 50  | Slovacchia | 3 - 0 | Svezia     | 25-15, 25-11, 25-18               |
| 10 giugno 2017 Polideportivo Huerta del Rey, Valladolid Durata: 1h:54 - Spettatori: 580 | Portogallo | 1 - 3 | Spagna     | 25-19, 22-25, 23-25, 25-27        |
| 11 giugno 2017 Polideportivo Huerta del Rey, Valladolid Durata: 1h:37 - Spettatori: 65  | Svezia     | 1 - 3 | Portogallo | 16-25, 25-19, 21-25, 23-25        |
| 11 giugno 2017 Polideportivo Huerta del Rey, Valladolid Durata: 1h:25 - Spettatori: 510 | Slovacchia | 0 - 3 | Spagna     | 20-25, 19-25, 24-26               |
| 16 giugno 2017 Centro de Desportos, Matosinhos Durata: 1h:20 - Spettatori: 70           | Slovacchia | 0 - 3 | Spagna     | 21-25, 13-25, 23-25               |
| 16 giugno 2017 Centro de Desportos, Matosinhos Durata: 1h:31 - Spettatori: 300          | Portogallo | 3 - 0 | Svezia     | 25-17, 31-29, 25-23               |
| 17 giugno 2017 Centro de Desportos, Matosinhos Durata: 2h:03 - Spettatori: 70           | Spagna     | 2 - 3 | Svezia     | 25-15, 24-26, 25-21, 22-25, 13-15 |
| 17 giugno 2017 Centro de Desportos, Matosinhos Durata: 1h:44 - Spettatori: 460          | Slovacchia | 3 - 1 | Portogallo | 25-21, 19-25, 25-19, 25-20        |
| 18 giugno 2017 Centro de Desportos, Matosinhos Durata: 1h:08 - Spettatori: 50           | Svezia     | 0 - 3 | Slovacchia | 12-25, 16-25, 19-25               |
| 18 giugno 2017 Centro de Desportos, Matosinhos Durata: 1h:16 - Spettatori: 510          | Spagna     | 3 - 0 | Portogallo | 25-13, 25-20, 25-20               |

##### Classifica
| Pos | Squadra    | Pt | G | V | P | SV | SP | Ratio | PF  | PS  | Ratio |
| --- | ---------- | -- | - | - | - | -- | -- | ----- | --- | --- | ----- |
| 1   | Spagna     | 16 | 6 | 5 | 1 | 17 | 5  | 3.400 | 528 | 444 | 1.189 |
| 2   | Slovacchia | 12 | 6 | 4 | 2 | 12 | 7  | 1.714 | 439 | 385 | 1.140 |
| 3   | Portogallo | 6  | 6 | 2 | 4 | 8  | 13 | 0.615 | 466 | 494 | 0.943 |
| 4   | Svezia     | 2  | 6 | 1 | 5 | 5  | 17 | 0.294 | 421 | 531 | 0.792 |

## Fase finale
|  | Semifinali | Semifinali | Semifinali | Semifinali | Semifinali |  |  | Finale    | Finale    | Finale | Finale | Finale |  |
|  |            |            |            |            |            |  |  |           |           |        |        |        |  |
|  | 1A         | Finlandia  | 3          | 3          | 6          |  |  |           |           |        |        |        |  |
|  | 2C         | Slovacchia | 2          | 0          | 2          |  |  | Finlandia | Finlandia | 1      | 1      | 2      |  |
|  | 1C         | Spagna     | 1          | 3          | 4          |  |  | Ucraina   | Ucraina   | 3      | 3      | 6      |  |
|  | 1B         | Ucraina    | 3          | 2          | 5          |  |  |           |           |        |        |        |  |

### Semifinali

#### Andata
| 28 giugno 2017 Aréna Poprad, Poprad Durata: 2h:01 - Spettatori: 400                        | Slovacchia | 2 - 3 | Finlandia | 23-25, 25-15, 25-20, 17-25, 12-15 |
| 28 giugno 2017 Complesso di Ed. Fisica, Ivano-Frankivs'k Durata: 1h:56 - Spettatori: 1 150 | Ucraina    | 3 - 1 | Spagna    | 25-19, 25-21, 24-26, 25-21        |

#### Ritorno
| 2 luglio 2017 Pasila Sport Hall, Helsinki Durata: 1h:17 - Spettatori: 810    | Finlandia | 3 - 0 | Slovacchia | 25-16, 25-18, 25-21              |
| 2 luglio 2017 Palacio Multiusos, Guadalajara Durata: 2h:09 - Spettatori: 857 | Spagna    | 3 - 2 | Ucraina    | 22-25, 25-23, 23-25, 25-20, 15-5 |

### Finale

#### Andata
| 5 luglio 2017 Pasila Sport Hall, Helsinki Durata: 1h:56 - Spettatori: 1 017 | Finlandia | 1 - 3 | Ucraina | 20-25, 27-29, 25-22, 11-25 |

#### Ritorno
| 9 luglio 2017 Complesso di Ed. Fisica, Ivano-Frankivs'k Durata: 1h:48 - Spettatori: 1 500 | Ucraina | 3 - 1 | Finlandia | 17-25, 25-23, 27-25, 25-16 |

## Podio

### Campione
Formazione: 2 Degtiarova, 3 Truškina, 5 Denysova, 8 Černucha, 9 Herasymova, 11 Stepanjuk, 12 Stepančuk, 13 Novgorodčenko, 14 Niemtseva, 15 Yatskiv, 16 Kodola, 17 Lydjaeva, 19 Karpec', CT: Jegiazarov

### Secondo posto
Template:Finlandia femminile pallavolo European League 2017

## Classifica finale
| Pos | Squadra     |
| --- | ----------- |
|     | Ucraina     |
|     | Finlandia   |
| 3   | Slovacchia  |
| 3   | Spagna      |
| 5   | Francia     |
| 6   | Bielorussia |
| 7   | Portogallo  |
| 8   | Montenegro  |
| 9   | Albania     |
| 10  | Austria     |
| 11  | Svezia      |
| 12  | Georgia     |